# История Финляндии
История Финляндии — комплекс общественных наук, изучающий прошлое человеческого общества на территории, занимаемой в настоящее время Финляндией.

## Хроника финской истории

### До 1917 года
98 год н. э. — В сочинениях Тацита впервые появляется упоминание о Финляндии.

800—1100 — В своём движении в русские земли шведские викинги основывают на побережье торговые базы.

Около 1000 — территория заселяется тремя основными племенами: финнами на юго-западе, тавастами — в центре и на востоке,
карелами — на восточных территориях до Ладожского озера.

1155 — Шведский король Эрик IX начал крестовый поход с целью христианизации финских племён; с этого времени началось владычество Швеции, длившееся 650 лет.

1156 — Смерть епископа уппсальского Генриха Уппсальского, одного из деятелей христианизации Финляндии.

До 1284 — Культурная и политическая интеграция Западной и Южной Финляндии в Шведское королевство. Начало переселения шведов на территорию будущей Финляндии. Река Кумийоки признана границей Шведского королевства и владений Новгородской республики.

1293 — Третий шведский крестовый поход. Основан Выборг.

1323 — Шведы и новгородцы заключили Ореховский мир.

1362 — Финляндия получает статус равноправной шведской провинции.

1523 — В правление короля Густава I Васы распространяется протестантизм и даётся отпор Дании.

1548 — Микаэль Агрикола, последователь Лютера, переводит на финский язык Новый завет.

1550 — Король Густав Ваза основывает Гельсингфорс / Хельсинки.

1556 — При Юхане III Финляндия становится герцогством.

1595 — Заканчивается Русско-шведская война, шведам удаётся сдвинуть границу далеко на северо-восток.

1617 — Густав II Адольф завоёвывает Корельский уезд.

1640 — Основание университета в Або / Турку (на современное место город перенесён при губернаторе Пере Браге Младшем).

1700—1721 — Северная война, закончившаяся поражением Швеции. Часть Карелии с Выборгом входит в состав Российской империи.

1741—1743 — Русско-шведская война (1741—1743). По условиям мира в Турку часть территории Финляндии отходит к России, в том числе Южная Карелия.

1747 — Начало строительства морской крепости Свеаборг (в 1918 году переименованной в Суоменлинну).

1808—1809 — После русско-шведской войны император Александр I объявляет Финляндию автономным Великим княжеством.

1812 — Столица из Турку переносится в Гельсингфорс. Финляндская губерния («Старая Финляндия») переименовывается в Выборгскую и включается в состав Великого княжества.

1828 — Перенос университета из Турку в Хельсинки.

1835 — Издание карельского эпоса «Калевала» Ленрота, ставшего основой общенационального движения за независимость.

1854—1855 — Во время Крымской войны английский флот бомбардирует финское побережье и крепость Бомарсунд на Аландских островах.

1863 — Борьба, руководимая Юханом Снельманом, за признание финского языка равноправным шведскому, заканчивается победой.

1899 — Николай II издаёт манифест, установивший его право издавать законы без согласования с представительными органами власти Финляндии. Губернатор Бобриков начинает политику русификации. В этом же году Ян Сибелиус создаёт свою симфоническую поэму «Финляндия», ставшую своеобразным национальным гимном.

1904 — Убийство губернатора Бобрикова. Всеобщая забастовка в годы Первой русской революции. Восстановление финской автономии.

1906 — Демократические выборы в парламент. Впервые в Европе в выборах участвуют женщины.

1915—1918 — Финские добровольцы выступают на стороне Германии в Мировой войне.

6 декабря 1917 — Финляндия провозглашает независимость от России.

### С 1917 года
1918 — Гражданская война в Финляндии.

1918—1920 — Советско-финский вооружённый конфликт (1918—1920), закончившийся Тартуским миром. Финляндия получает выход в Баренцево море у Петсамо.

1919 — Принятие конституции Финляндии. Первым президентом назначается вернувшийся из сибирской ссылки Карло Юхо Стольберг.

1921 — Аландские острова становятся автономией.

1921—1922 — Карельское восстание, завершившаяся подписанием в Москве Соглашения о принятии мер по обеспечению неприкосновенности советско-финляндской границы.

1932 — Заключение Пакта о ненападении с Советским Союзом. Подавление мятежа ультраправых. Запрещение компартии.

1939—1940 — Советско-финляндская война (1939—1940).

1941—1944 — Советско-финская война (1941—1944).

1944—1945 — Лапландская война c Германией.

1945—1946 — Суд над финскими военными преступниками.

1947 — Парижский мирный договор с Финляндией.

1948 — Договор о дружбе, сотрудничестве и взаимной помощи между СССР и Финляндией.

1952 — Летние Олимпийские игры в Хельсинки.

1973 — По инициативе президента Кекконена проводится Совещание по безопасности и сотрудничеству в Европе.

1975 — Подписание в Хельсинки 35 главами государств Хельсинкской декларации (1 августа).

1991 — Начало тяжёлого экономического кризиса в связи с развалом СССР.

1995 — Вступление Финляндии в Европейский союз (1 января).

2023 — Вступление Финляндии в НАТО (4 апреля).

## Доисторический период
Вопрос о происхождении финнов до сих пор является темой ряда, иногда противоречащих, теорий. Раскопки, проведённые в Южной Финляндии, свидетельствуют о том, что люди каменного века жили здесь ещё 9000 лет тому назад, то есть появились здесь сразу за отступлением ледника.
Находки, сделанные в 1996 году в Волчьей пещере, находящейся в Западной Финляндии в провинции Похьянмаа на территории муниципалитета Карийоки, многими исследователями были интерпретированы как материальные свидетельства пребывания здесь 130—120 тыс. л. н. во время эемского потепления неандертальцев. Минимальный возраст находок был оценён в 40 тысяч лет. Артефакты Волчьей пещеры являются уникальными: до их открытия наиболее древние свидетельства пребывания человека в Северной Европе относились примерно к 8500 году до нашей эры — этим периодом датируются наиболее древние обнаруженные остатки поселений в Дании, Норвегии, Прибалтике, Финляндии и Швеции.
На территории современной Финляндии остатки наиболее древних поселений были найдены в районе, ограниченном Финским и Ботническим заливами и Ладожским озером, более северные районы были в то время ещё заняты постепенно отступающими материковыми льдами. Эти древние жители были охотниками, собирателями и рыболовами (в Национальном музее в Хельсинки хранится самая древняя из найденных рыболовная сеть). Относительно того, на каком языке они говорили, единого мнения нет. Есть мнение, что это могли быть языки уральской языковой семьи (к которой относится и современный финский язык), поскольку достоверно известно о распространённости языков этой группы на территориях, на которых сейчас расположены европейская часть России и Прибалтика.
Наиболее вероятным путём формирования населения Финляндии было смешение коренного и пришлого населения. Данные генного анализа свидетельствуют о том, что современный генофонд финнов на 20—25 % представлен балтийским генотипом, около 25 % — сибирским и 25—50 % — германским.
Однако на протяжении веков вплоть до XX века состав населения был стабильным по причине слабых контактов с жителями других стран. Преобладающим видом браков были браки среди жителей одного и того же поселения или ограниченного региона. Этим объясняется, что среди финнов насчитывается до 30 наследственных заболеваний, которые в прочих странах либо вообще неизвестны, либо крайне мало распространены. Это говорит в пользу того, что в течение длительного времени Финляндия не переживала волн переселения, и первоначально население было крайне малочисленно.
В последнее время историки склоняются к мнению, что уже за 1000—1500 лет до н. э. в Бронзовую эпоху существовал доисторический финский язык, на котором говорили аборигены. Затем, на основе контактов между ними и говорящими на угро-финском диалекте племенами возник современный финский язык. Позже на этот язык перешли и саамы.
Через тысячелетие после Тацита стало возможным говорить о существовании трёх ветвей населения:
- «Собственно финны», проживавшие на юго-западе страны или сумь (суоми);
- Тавасты — в Средней и Восточной Финляндии или Емь;
- Карелы — в Юго-восточной Финляндии до Ладожского озера.[1]

Во многих отношениях они отличались друг от друга и часто враждовали между собой. Оттеснив к северу саамов, они не успели ещё слиться в одну национальность.

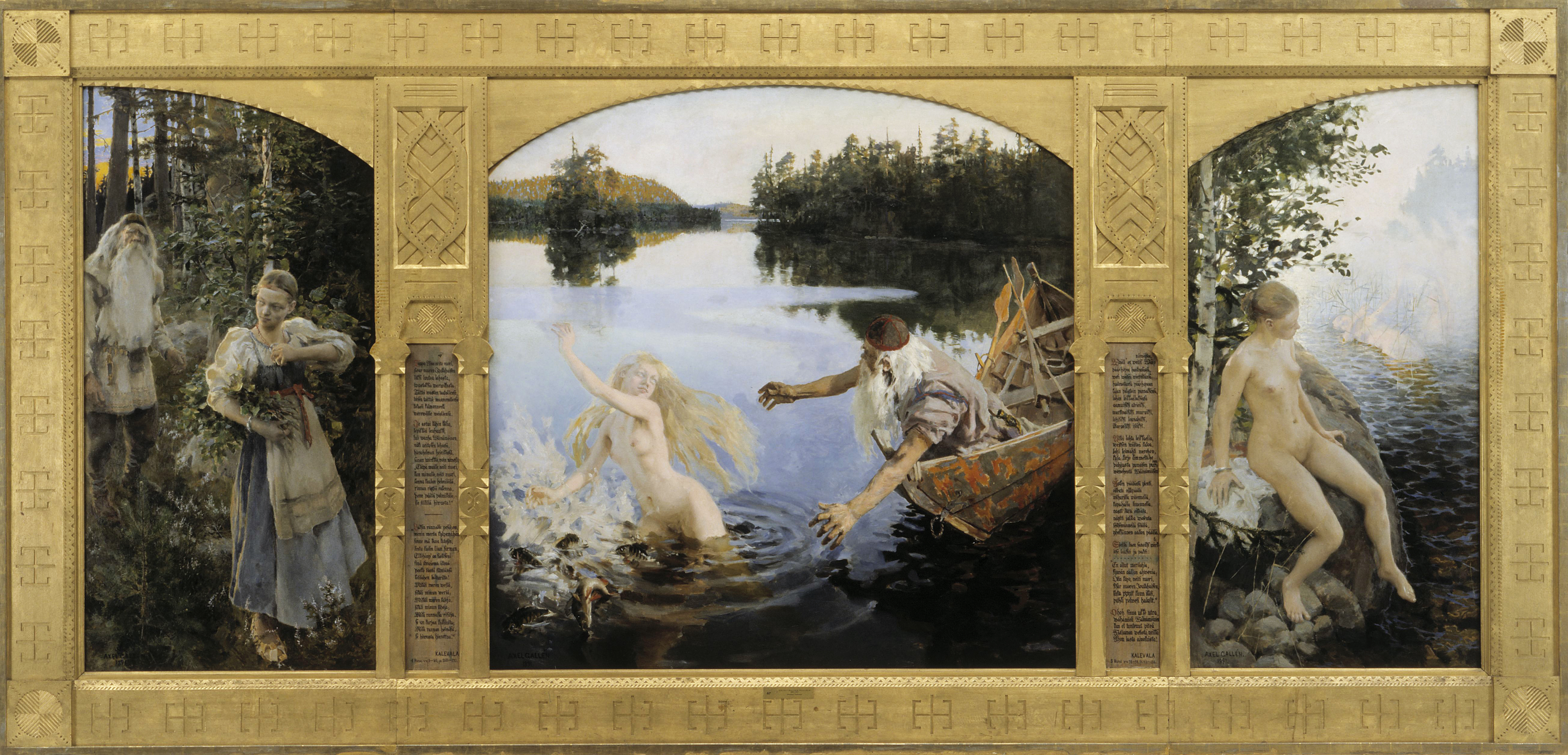
Эпизоды из «Калевалы». Триптих Галлен-Каллелы

## Наша эра (до 1150 года)
См. также Доисторическая Финляндия
Впервые упоминание о Финляндии (Fenni) появилось у Тацита в его сочинении Germania (98 год).
Автор, руководствуясь только рассказами, описывает жителей этой страны как примитивных дикарей, которые не знают ни оружия, ни лошадей, ни жилищ, но питаются травами, одеваются в звериные шкуры, спят на земле. Их единственным орудием являются копья, которые они, не зная железа, изготавливают из кости. Тацит различает финнов и Sami (Lappen) — соседствующий с ними народ, живший на той же территории и имевший, по-видимому, сходный образ жизни.
На заре нашей эры обширный регион, который начал именоваться Финляндией лишь в XV веке, ещё не составлял ни государственного, ни культурного целого. В первые 400 лет н. э., с началом развития земледелия, регион мог прокормить лишь несколько десятков тысяч жителей, так как климат и природа были суровы, а новые способы производства доходили из ранних земледельческих обществ Средиземноморья медленно и с трудом.
С V по IX века н. э. численность населения прибрежных районов Балтийского региона стремительно росла. С распространением скотоводства и земледелия усилилось расслоение общества, начал выделяться класс вождей.
Вплоть до VIII века оседлое население было сосредоточено в основном на юго-западном побережье, а также в плодородных областях вдоль реки Кумо (Кокемяэн) и её озёрной системы в Сатакунта и Хяме (Тавастланд). В других частях региона обитало редкое кочевое население — саамы, мигрировавшие на больших территориях и занимавшиеся охотой и рыболовством.
В середине VIII века начался первый значительный этап заселения региона и распространения культуры. Этому способствовало относительное потепление климата в Северной Европе наряду с новшествами в области земледелия. Жители юго-западного побережья и области Хяме, практиковавшие в частности подсечно-огневое земледелие, стали постепенно расселяться на северо-восток до северных берегов Ладожского озера. Постепенно началось также заселение южных берегов Ладоги славянскими племенами.
Начиная приблизительно с 500 года Аландские острова заселяются северо-германскими племенами. В эпоху викингов 800—1000 года шведские викинги стали создавать на южном побережье Финляндии опорные торговые пункты и колониальные поселения. С этих пор в финское общество начал внедряться шведский элемент. Однако, в отношении взаимной ассимиляции в смысле языка и обычаев говорить в то время было трудно из-за отсутствия общности территории проживания, поскольку шведы оседали на побережье, а финские племена жили в лесах. По окончании Эпохи викингов между государственными образованиями на Балтийском море начинается соревнование в колонизации финских земель, население которых пребывало в язычестве. Одновременно это было эпохой христианизации, как в пользу католической, так и православной церквей.

## Шведское правление (1104/1150/1300 — 1809)

Шведская карта Финляндии 1775 года с разделением на лены

Шведское правление охватывало очень длительный период в истории финского народа, с 1104 по 1809 годы. Шведы хотели занять в данном регионе сильную позицию для сдерживания влияния Великого Новгорода, который хотел включить территорию финно-угров в состав новгородских земель. В этот период произошло крещение финнов, затем принятие ими лютеранства и многих аспектов западно- и северо-европейской культуры. Этнические шведы активно заселяли малонаселённые островные и прибрежные регионы Финляндии, сохранившись там до сих пор.
На всём протяжении данного периода и даже в первые десятилетия российского правления шведский язык продолжал оставаться единственным официальным языком страны; однако постепенно он уступал позиции по причине быстрого роста сельского финноязычного населения, постепенно мигрирующего в шведоязычные города.

## Российское влияние (1713—1721, 1742—1743, 1809—1917)

### Военное правление России

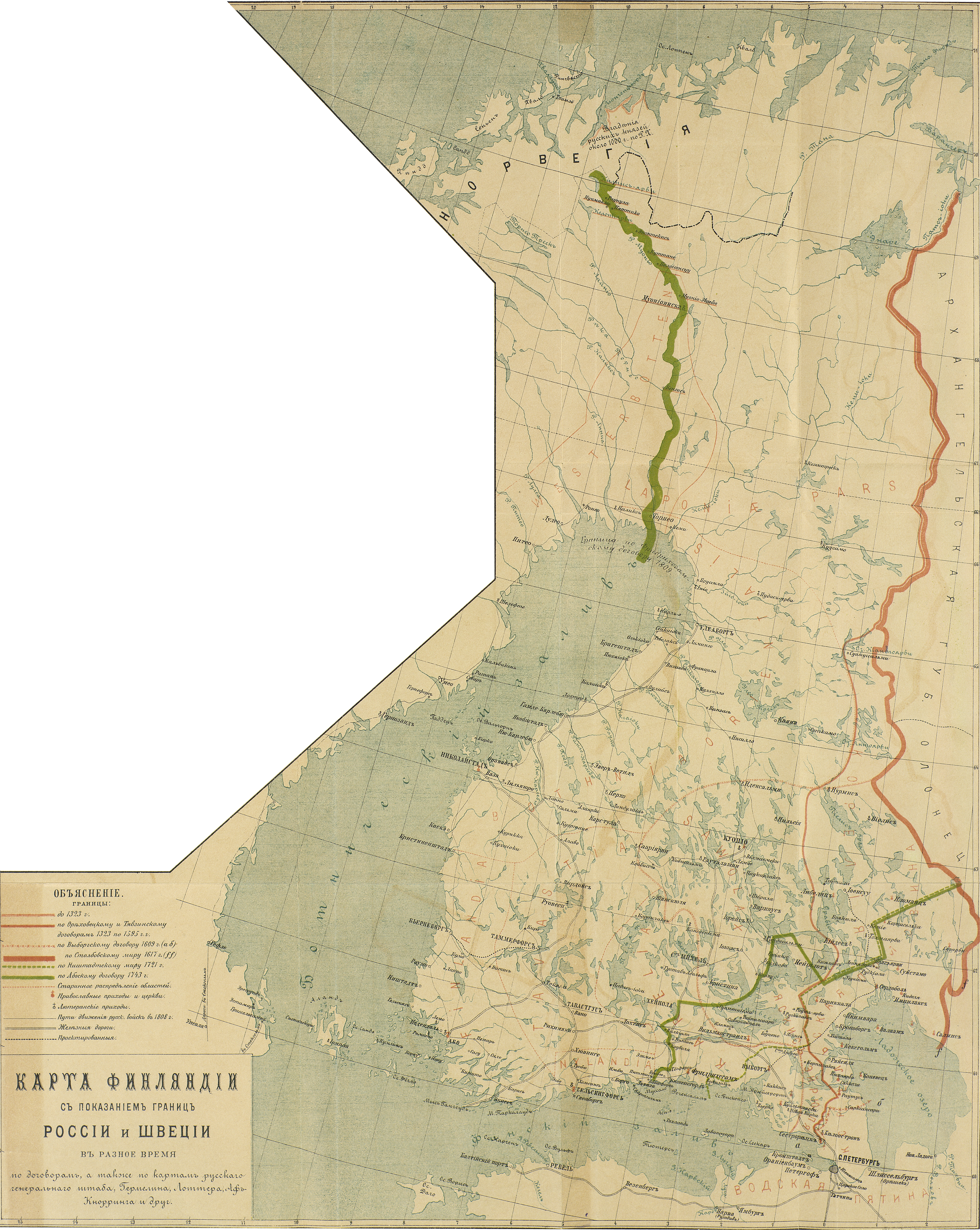
Карта Финляндии с указанием границ России и Швеции в разное время по договорам, а также по картам генерального штаба, Гермелина, Лоттера, Аф-Кнорринга и друг. Ордин, Кесарь Филиппович «Покорение Финляндии. Опыт описания по неизданным источникам». Том I. — СПб: Тип. И. Н. Скороходова, 1889

Территория Финляндии, тогда восточная часть Швеции, была занята русскими войсками в ходе Великой Северной войны с 1713 по 1721 год. По результатам войны, большая часть Финляндии была возвращена Швеции, однако Карельский перешеек с Выборгом остались за Россией. В шведско-финской историографии с конца XVIII века для обозначения этих лет укоренился термин «великое лихолетье» (фин. isoviha, швед. stora ofreden), пришедший на смену прежнему понятию «время русского господства».

### Королевство Финляндия (1742)

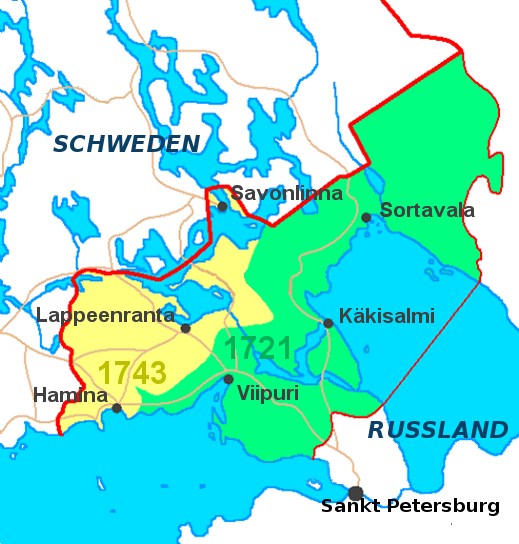
Занятые Россией территории на 1743 год

Во время русско-шведской войны 1741—1743 годов Елизавета Петровна, обещая независимое финское государство, провозгласила марионеточное Королевство Финляндию, избрав тогдашнего герцога Карла Петера Гольштейна-Готторпского (впоследствии император России Пётр III) королём. Однако, после принятия православия Пётр не мог претендовать на престол, а по итогу Абоского мира Россия только восстановила действие предыдущего мирного договора с Швецией.

### Великое княжество Финляндское

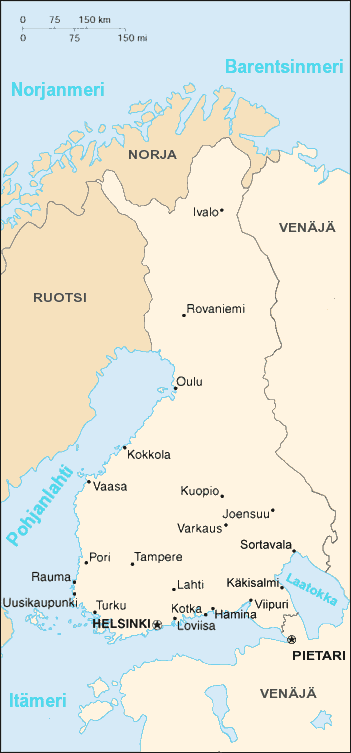
Великое княжество Финляндское

« Suomenmaan kartta» 1881 года. Участок карты выделенный белым цветом — проект выхода Финляндии к Северному Ледовитому океану.

Окончательно Финляндия перешла к России по Фридрихсгамскому мирному договору «в собственность и державное обладание Империи Российской». Ещё до заключения мира, в июне 1808 года, последовало распоряжение о созыве депутатов от дворянства, духовенства, горожан и крестьян для подачи мнений о нуждах страны. Александр I на Ландтаге в Порвоо произнес на французском языке речь, в которой, между прочим, сказал: «Я обещал сохранить вашу Конституцию (votre constitution), ваши коренные законы; ваше собрание здесь удостоверяет исполнение моих обещаний». На другой день члены сейма принесли присягу в том, что «признают своим государем Александра I Императора и Самодержца Всероссийского, Великого Князя Финляндского, и будут сохранять коренные законы и конституции края в том виде, как они в настоящее время существуют». Сейму предложили четыре вопроса — о войске, налогах, монете и об учреждении правительствующего совета; по обсуждении их депутаты были распущены. Некоторые законы шведской эпохи действуют и сейчас. На основании этих законов Финляндия смогла без революции провозгласить свою независимость де-юре, поскольку имелся закон 1772 года о форме правления, чей § 38 предусматривал действия на случай, если правящий род прервётся. Примечательно, что в самой Швеции этот закон был отменён в 1809 — год присоединения Финляндии к России. Все вопросы финского самоуправления, касающиеся финских дел, осуществлялись через министра — статс-секретаря по делам Финляндии с резиденцией в Петербурге, подписывались царём и не проходили через русскую бюрократию. Тем самым создавалась возможность подключения к решению внутренних дел либерально настроенных руководителей, которые не были свободны от шведского влияния.
В 1812 году столицей Финляндии стал Хельсинки. Целью этого было дать возможность территориально переориентировать финскую элиту на Петербург. По этой же причине в 1828 году университет из Турку был переведён в новую столицу. В том же направлении действовало указание Александра начать в столице монументальное строительство по образцу неоклассического Петербурга. Работу было поручено выполнять архитекторам Эренстрёму и Энгелю. Одновременно были начаты работы по улучшению инфраструктуры территории.
В эту эпоху финны, возможно, впервые в истории почувствовали себя единой нацией, с едиными культурой, историей, языком и самосознанием. Во всех сферах общественной жизни царил патриотический подъём. В 1835 году Э. Лённрот публикует «Калевалу», сразу же признанную не только в стране, но и мировым сообществом в качестве национального финского эпоса, занявшего почётное место в мировой литературе. Й. Рунеберг сочиняет песни патриотического содержания.
На настроения в стране произвели сильное влияние и буржуазные революции в Европе. Ответом на них стало прекращение деятельности финского Ландтага, введение цензуры и тайной полиции. Однако Николай, озабоченный серьёзными международными проблемами, как-то польское восстание, интервенция в Венгрии и, наконец, Крымской войной не придавал серьёзного значения националистическому движению в Финляндии. «Оставьте финнов в покое. Это — единственная часть моего государства, которая нас никогда не доводила до гнева», говорил он цесаревичу Александру.
В Крымскую войну бомбардировке английской эскадры подверглись прибрежные города: Суоменлинна, Ханко, Котка и, особенно крепость Бомарсунд на Аландских островах.
Правление Александра Второго стало эпохой быстрого хозяйственного и культурного развития страны. Был прорыт Сайменский канал (1856 год), в 1862 году построена первая железнодорожная линия между Хельсинки и Хеменлинной, а восемью годами позже — железнодорожная линия, соединившая Хельсинки с Выборгом и Петербургом. Уже в 1865 году была учреждена национальная валюта. В стране появились собственные кадры чиновников и судей, собственная почта и своя армия. В 1887—1892 годах введена метрическая система. С другой стороны голод в 1866—1868 годах заставил многих финнов эмигрировать. В 1863 году был издан закон о языке, уравнявший финский и шведский, как официальные языки. Указ царя прекратил давнее противостояние сторонников этих языков. Снельман, пользуясь своими хорошими отношениями с царём, ввёл всеобщее обязательное школьное обучение. В 1858 году начались занятия в первой финской гимназии, а в 1872 году в Пори начал давать представления первый финский театр. В память о царе и его «Эре либеральных реформ», сменившей 500-летнее шведское владычество и открывшей эпоху самостоятельности, на Сенатской площади был установлен монумент.
Александр Третий и, особенно, Николай Второй проводили политику ограничения финской самостоятельности. В результате в 1899 году был издан «Февральский манифест», фактически прекративший финскую автономию. В ответ началась кампания пассивного сопротивления, в рамках которой царю было направлено письмо, которое подписали 500 000 детей. Единственным его результатом стала отмена русского языка, как официального.
Период с 1898 по 1904 годы генерал-губернатором Финляндии был Николай Иванович Бобриков. Он проводил политику по установлению единообразия порядков в Финляндии и остальной империи, что порой шло вразрез с конституцией великого княжества. В 1904 году он был убит на ступенях Сената. Затем последовала всеобщая забастовка, которые не произвели должного впечатления на царское правительство, поглощённое заботами по поводу поражения в русско-японской войне и начавшейся революцией. Русская революция 1905 года совпала с подъёмом сепаратистского движения финнов, и вся Финляндия присоединилась к Всероссийской забастовке. Политические партии, особенно социал-демократы, приняли участие в этом движении и выдвинули свою программу реформ. Николай II был вынужден отменить указы, ограничивающие финляндскую автономию. В 1906 году был принят новый демократичный выборный закон, который давал право голоса женщинам. Финляндия стала первой территорией в Европе, где женщины получили право голоса. При установлении всеобщего избирательного права количество избирателей в стране выросло в 10 раз, старый четырёхсословный сейм был заменён однопалатным парламентом.
В 1908—1914 годах по мере укрепления русской государственности продолжилась политика русификации, а царскими вето была блокирована деятельность финского парламента. Одновременно в стране поднялась волна патриотического протеста.
В годы Первой мировой войны усилились симпатии к Германии.. Германские военные круги, в свою очередь, приложили немало усилий для разжигания антирусских настроений. Был разработан план высадки германского десанта в Финляндию, которая должна была спровоцировать антироссийское восстание (потенциальное количество его участников оценивалось немцами до 250 тыс. чел). Для военного обучения финнов с сентября 1915 года началось формирование и обучение в Германии Финского егерского батальона, добровольцев в который вербовали в Финляндии и через Швецию перебрасывали в Германию (также велась вербовка и в лагерях военнопленных). В весне 1916 года в батальоне было уже почти 2 000 егерей. В мае 1916 года формирование батальона было завершено и он был переименован в 27-й Королевский Прусский егерский батальон (его парад принимал сам Вильгельм II), который был направлен на фронт под Ригу, но в боях почти не участвовал (за год погибли 13 и ранены 24 егерей, трое дезертировали, а 179 отчислены «за ненадёжность»).

## 1917 год
После Февральской революции император Николай II, носивший также титул Великий князь финляндский, отрёкся от престола 2 (15) марта 1917.
7 (20) марта 1917 Временное правительство издало Акт об утверждении Конституции Великого Княжества Финляндского и о применении её в полном объёме. В июле 1917 года, когда во Временном правительстве наступил уже третий с момента его создания политический кризис, парламент Финляндии провозгласил независимость Великого княжества от России во внутренних делах и ограничил компетенцию Временного правительства вопросами военной и внешней политики. Однако закон о восстановлении автономных прав Финляндии, был отклонен Временным правительством, сейм распущен, а его здание заняли российские войска.
8 августа 1917 года начал работу сенат Сетяля. Это был последний сенат, подчинявшийся Временному правительству России. Большинство в этом сенате было за буржуазными партиями и земельным союзом, социал-демократы в меньшинстве.

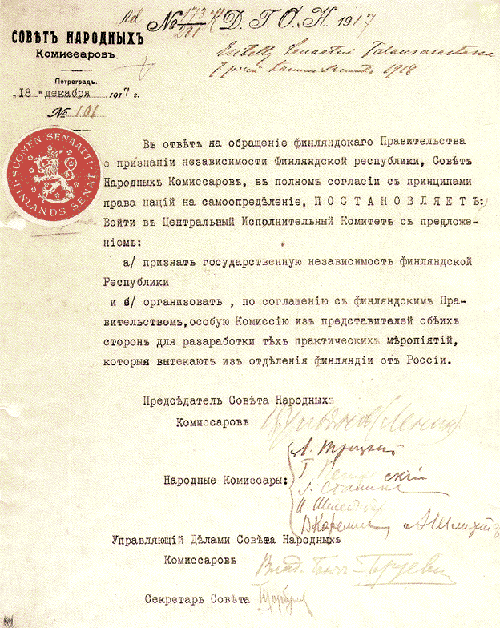
Постановление Совета народных комиссаров о внесении во ВЦИК предложения о признании независимости Финляндии

25 октября (7 ноября) 1917 началась Октябрьская революция. Временное правительство было свергнуто большевиками. При этом вопрос о юридическом статусе Финляндии в России так и не был решён.

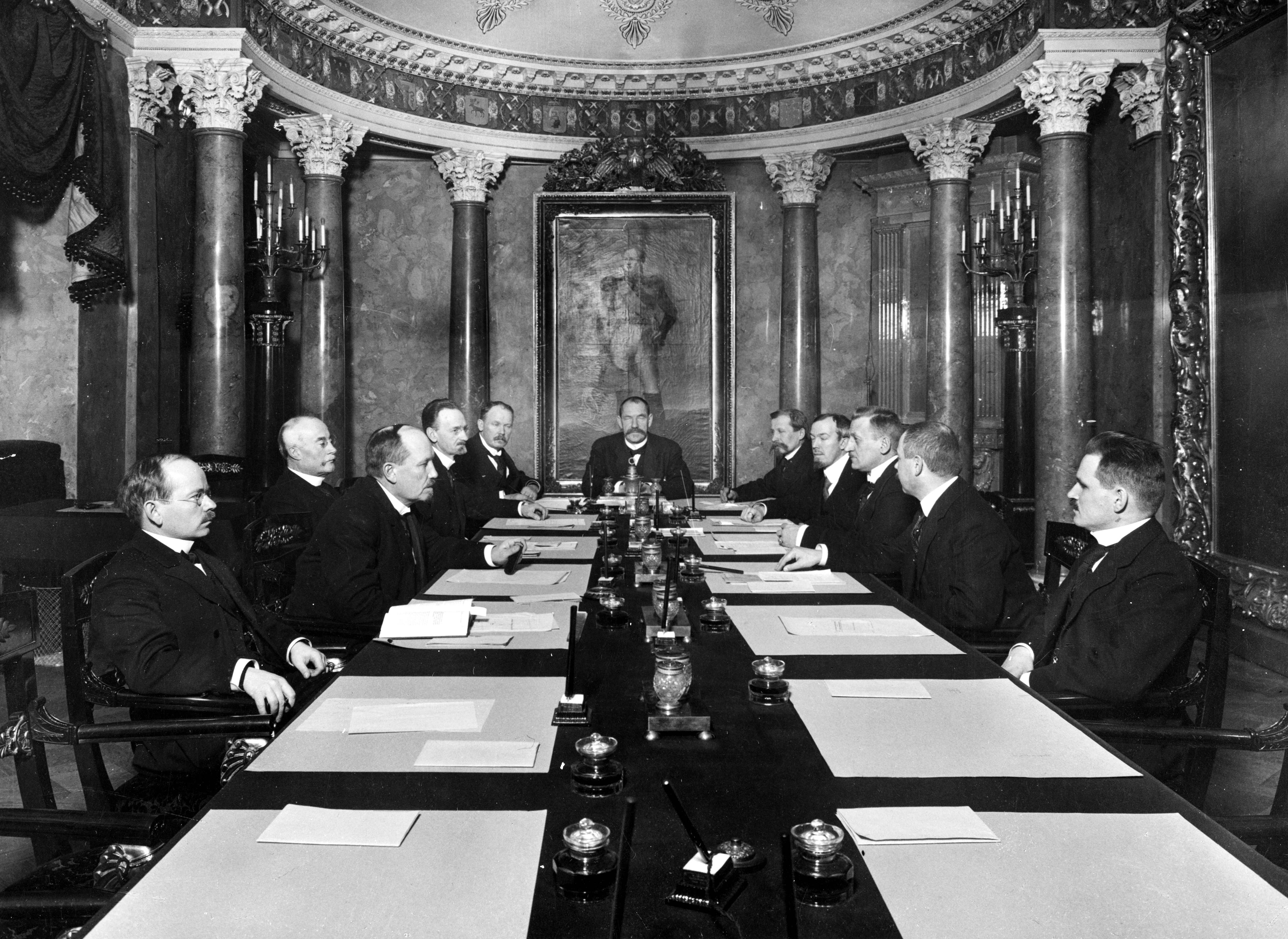
Первое правительство Свинхувуда 1917

В Эдускунте — парламенте Великого княжества — инициатива перешла от социалистов к консерваторам, поскольку с помощью независимого правительства они надеялись уменьшить большевистское влияние в стране и контролировать левое меньшинство в парламенте.

Временный государственный флаг Финляндии —

15 ноября Эдускунта провозгласила себя высшей государственной властью. Только 27 ноября 1917 собралось новое правительство — сенат Свинхувуда, в котором не было представителей СДП.
4 декабря сенатом Свинхувуда, (вернувшегося ранее из сибирской ссылки), была подписана декларация независимости Финляндии. 6 декабря Эдускунта приняла акт, в котором декларировала независимость и суверенитет Великого княжества Финляндского как национального государства Финляндия.
18 (31) декабря 1917 Вскоре после заявления Свинхувуда о независимости, первыми признанием государственной независимости Финляндской Республики за её пределами стал созданный в октябре Совет народных комиссаров — возглавляемое Владимиром Лениным признало независимость Финляндии. Официально ратификация произошла 4 января 1918 года. Скандинавские страны признали новое государство позже, после них — Франция и Германия и через 18 месяцев — Англия и США. Память о Ленине, как руководителе государства, первым признавшего Финляндию, сохраняется в виде ленинских бюстов в различных поселениях, несмотря на начатую с его одобрения Гражданскую войну. Имеется и музей Ленина.

## Независимая Финляндия
В 1917 году полиция была распущена и перестала поддерживать порядок. Почти по всей Финляндии стихийно стали возникать организованные отряды ополчения. Отряды формировались по идейным и политическим пристрастиям. Сторонники буржуазных партий формировали отряды белой гвардии (шюцкора), сторонники социалистов и коммунистов — отряды красной гвардии. Это приводило зачастую к вооруженным стычкам. Ряд отрядов на территории занятой в 1918 году красными для конспирации именовался «пожарными командами». Кроме того на территории Финляндии оставались войска Российской армии.
9 января 1918 года правительство Свинхувуда уполномочило командование белой гвардии восстановить общественный порядок в стране. 12 января Эдускунта приняла законы о предоставлении правительству Свинхувуда чрезвычайных полномочий и взятии на государственное содержание белой гвардии (шюцкора).
В то же время умеренные и радикалы социал-демократической партии создали Исполнительный комитет рабочих, который подготовил план переворота. Переворот решили осуществить с помощью обещанной 13 января Лениным военной помощи, для чего нужно было обеспечить доставку оружия в Хельсинки. Оно было доставлено 23 января 1918.
25 января Сенат провозгласил шюцкор правительственными войсками и назначил главнокомандующим Густава Маннергейма, прибывшего в Хельсинки лишь месяц назад. Поскольку столица могла обстреливаться из крепости Свеаборг и флотом России, центр обороны был перенесён в Вааса. Начальной задачей Маннергейма было лишь организовать верные правительству войска.

### Гражданская война (январь — май 1918)
Приказ о выступлении был отдан в Хельсинки 26 января 1918 года от имени представителей красногвардейцев и комитета социал-демократической партии. Вечером над домом рабочих в Хельсинки зажегся сигнал восстания — красный свет. Между войсками финского Сената и финского народного совета началась открытая война. В первый день красным удалось захватить только железнодорожный вокзал. Полностью город был под контролем на следующий день. Красные пришли к власти во многих других южных городах.
Единый фронт между белыми и красными установился в начале войны по линии Пори — Икаалинен — Куру — Вилпула — Лянкипохья — Падасйоки — Хейнола — Мантюхарью — Савитайпале — Лаппеэнранта — Антреа — Раута. У обеих сторон в тылу остались центры сопротивления, которые очистили от противника к исходу февраля 1918. В тылу белых это были Оулу, Торнио, Кеми, Раахе, Куопио и Варкаус. В тылу красных — Уусикаупунки, Сиунтио-Киркконумми и район Порво. Война 1918 года была «железнодорожной», поскольку железные дороги были важнейшими путями перемещения войск. Поэтому стороны сражались за главные железнодорожные узлы, такие как Хаапамяки, Тампере, Коувола и Выборг. У белых и красных было по 50 000—90 000 солдат. Красногвардейцы собирались в основном из добровольцев. С белой стороны было всего 11 000—15 000 добровольцев. В конце февраля 1918 года немцы доставили морем к Маннергейму до 1300 военнослужащих 27-го Прусского Королевского егерского батальона, выразивших участие воевать на его стороне против красных — позднее до 90 % финского генералитета составляли именно прибывшие из Германии бывшие егеря (ещё 451 человек отказались участвовать в гражданской войне и прибыли в Финляндию уже после её завершения, ни один из них в финскую армию принят не был).
Красные не смогли противостоять хорошо организованным войскам, которые вскоре захватили Тампере и Хельсинки. Последний оплот красных Выборг пал 26 апреля 1918 года. В ходе гражданской войны погибли с обеих сторон от 10 до 12 00 человек, почти 10 000 человек стали жертвами террора с обеих сторон (1,4 тыс. чел белых и 7,4 тыс. чел красных), за лето 1918 в лагерях умерло от голода и болезней 11 000—13 500 человек из числа пленных красных).

### Становление государственности
В результате гражданской войны и проводимых победившими силами «белых» политических репрессий, в парламенте Финляндии было сформировано правящее большинство, исключавшее участие левых фракций.

Флаг Финляндии с 29 мая 1918 г. по 12 февраля 1920 г.

В парламенте, созванном в мае 1918, из 92 депутатов-социал-демократов 40 скрывались в России, а около 50 арестовано. На первое заседание прибыло 97 правых депутатов и один социал-демократ Матти Паасивуори. Монархические идеи среди депутатов были особенно популярны. Парламент получил прозвище «парламент-культя» (фин. tyhkäeduskunta). Максимальное количество депутатов было 111, при положенных 200. Из-за неполного представительства решения парламента были особенно спорными.
27 мая 1918 года было сформировано новое правительство, которое возглавил член партии старофиннов Юхо Паасикиви.
Под влиянием гражданской войны многие политики разочаровались в республике и склонялись к тому, что монархия является лучшей формой правления для сохранения мирной жизни. Во-вторых, верили, что если будет король из Германии, эта страна поддержит Финляндию при угрозе со стороны России. Стоить упомянуть, что большая часть стран Европы были в то время монархиями, и вся Европа полагала, что и в России возможна реставрация. Оставалось подобрать подходящего претендента. Поначалу полагались на сына самого германского императора Вильгельма II Оскара, но получили отказ. В результате осенью королём Финляндии был избран шурин императора. В августе 1918 года на недолгое время было создано Королевство Финляндия.
До прибытия избранного короля в Финляндию и его коронации обязанности главы государства должен был исполнять регент — действующий фактический руководитель государства, председатель Сената (правительства Финляндии) Пер Эвинд Свинхувуд.
Однако всего через месяц в Германии произошла революция. 9 ноября Вильгельм II оставил власть и бежал в Нидерланды, а 11 ноября было подписано Компьенское мирное соглашение, завершившее Первую мировую войну.
Симпатизирующий Германии Сенат Свинхувуда был распущен 18 ноября 1918 года.

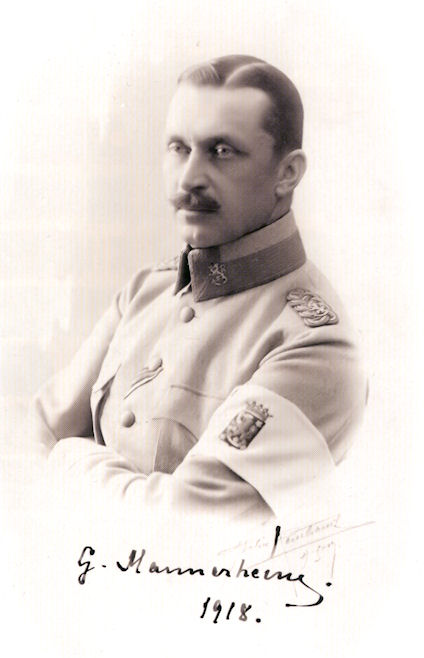
Густав Маннергейм в 1918

27 ноября приступило к работе новое правительство, которое возглавил лидер Финляндской партии старофиннов Лаури Ингман. С монархистом Ингманом туда вошли шесть сторонников монархии и шесть сторонников республики.
Правительство было переименовано из Сената в Государственный Совет. Главной целью нового правительства было получить признание независимости от оставшихся западных держав.
Разорение хозяйства страны и блокада со стороны Антанты привели к тому, что жизнь в стране стала крайне тяжелой, а большинство политических партий потеряли доверие народа. Через некоторое время партии возродились под другими названиями. Так, 8 декабря 1918 года члены Партии младофиннов вместе с некоторыми старофиннами образовали новую Национальную прогрессивную партию (англ. Kansallinen Edistyspuolue). 9 декабря была образована партия Национальная коалиция во главе с Паасикиви.
Угроза с Запада вынудила правительство Ингмана просить принца Фридриха Карла Гессенского отречься. Тот отрёкся от короны 12 декабря 1918. Тогда же 12 декабря Свинхувуд объявил парламенту о своей отставке с должности регента Финляндии. В тот же день парламент одобрил отставку и избрал новым руководителем государства генерала Маннергейма.

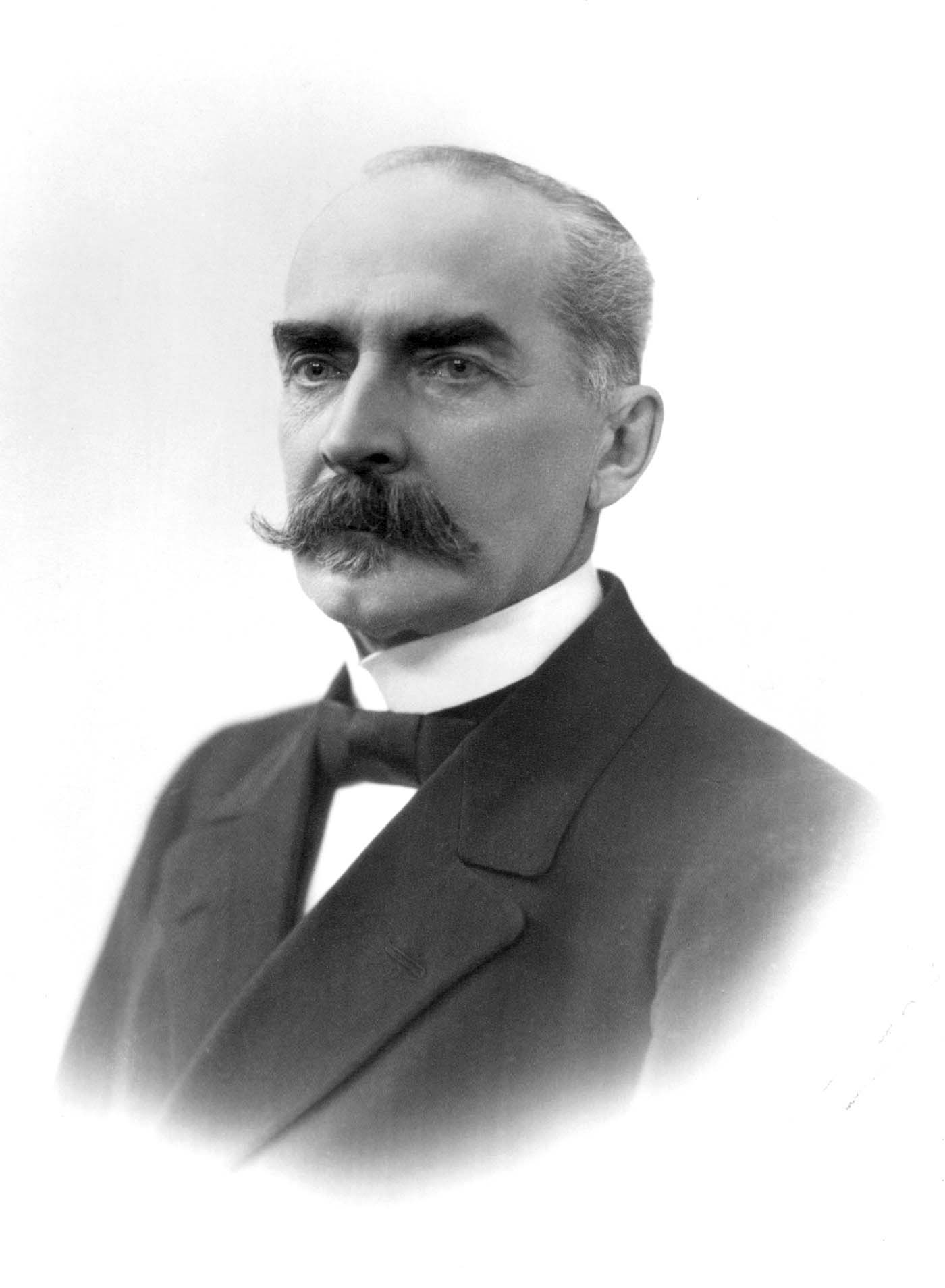
Каарло Юхо Стольберг

В работе Эдускунты, созванной в апреле 1919 года, приняли участие 80 умеренных социал-демократов, а также старофинны и представители прогрессивной и аграрной партий. Была принята новая конституция страны.
17 июля 1919 года произошла Конституционный акт Финляндии 1919 года.
25 июля 1919 года состоялись первые выборы президента Финляндии. Президента избирали члены Эдускунты (парламента). Было два основных кандидата: действующий руководитель государства Густав Маннергейм и Каарло Юхо Стольберг. Большинство голосов (143) получил Стольберг, Маннергейм — 50 голосов.
Примечательно, что Финляндия стала единственной страной—должником, которая по своей инициативе настояла по окончании Первой мировой войны на возвращении долга США.

### Первая советско-финская война (1918—1920)

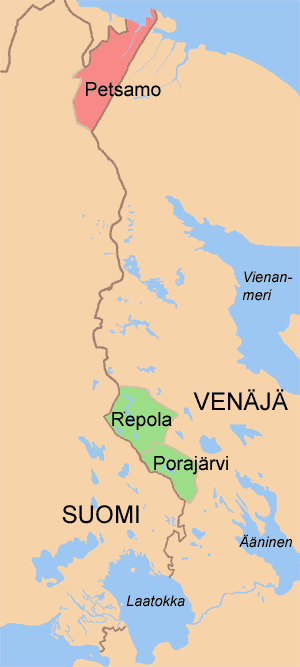
Изменение границы по Тартускому договору 1920 года

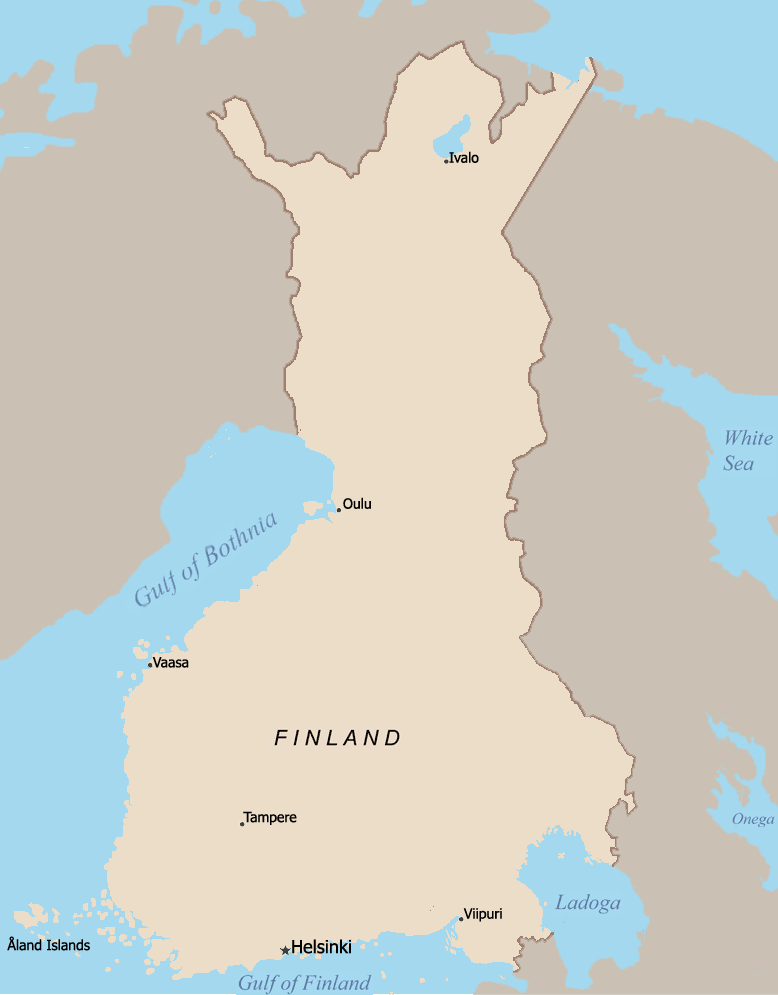
Финляндия 1920—1940

После завершения гражданской войны в Финляндии победой «белых», финские войска в мае 1918 года выдвинулись за пределы границы бывшего Великого княжества для занятия Восточной Карелии.
Спорные вопросы с Советской Россией были улажены благодаря мирному договору, подписанному в Дерпте (Тарту) в октябре 1920 года. В том же году Финляндия была принята в Лигу Наций.
31 декабря 1920 года вступил в силу Тартуский договор, и согласно его условиям, Финляндия с РСФСР официально вышли из состояния войны и между ними были установлены дипломатические отношения на уровне миссий. В конце января в Москву прибыл первый дипломатический представитель Антти Ахонен, а в феврале в Хельсинки был направлен Ян Берзиньш-Зиемелис.
Конфликт со Швецией из-за Аландских островов был решен при посредничестве Лиги Наций в 1921 году: архипелаг остался финским, и договор о демилитаризации островов перешёл в ответственность Финляндии.

### Становление и развитие (1920—1939)
В начале 1930-х годов Финляндия заключила секретные соглашения с прибалтийскими государствами и Польшей о совместных действиях в случае войны одной или нескольких стран с СССР.
В то же время в декабре 1931 года Финляндия и Латвия предложили СССР возобновить переговоры о заключении договоров о ненападении. Переговоры велись в конструктивном ключе и без всяких ссылок на позицию Польши. В итоге уже 21 января 1932 года был подписан договор между Финляндией и СССР, а 5 февраля — между Латвией и СССР.
5 апреля 1932 года ровно в 10 часов утра в Финляндии закончил действовать «сухой закон». В том же 1932 году в Финляндии была запрещена деятельность коммунистической партии.
В феврале-марте 1932 праворадикальное Движение Лапуа устроило вооружённый Мятеж в Мянтсяля антикоммунистическими и антиправительственными лозунгами. Это выступление было подавлено правительственными силами.
В 1934 году договор о ненападении был продлён на 10 лет.
30 сентября 1927 года государственный сейм принял «Морской закон», предусматривавший строительство боевых кораблей для национального флота. Министерство обороны Финляндии приняло решение начать создание флота с двух броненосцев, причем построить их в собственной стране на верфях фирмы «Крейтон-Вулкан» в Турку и в весьма специфичном классе боевых кораблей -броненосцы береговой обороны. Водоизмещение составляло 4000 тонн, вооружение 4×254 мм; 8×105 мм, скорость хода — 15,5 узлов.
Головной броненосец «Вяйнемяйнен» был заложен на стапеле «Крейтон-Вулкан» 15 октября 1929 года. Строительство корабля велось очень быстро: уже через 14 месяцев его спустили на воду, а 31 декабря 1932 года броненосец был передан флоту. Так же быстро был построен и второй броненосец, получивший названиє «Ильмаринен». Его спустили на воду 9 июля 1931 года, а в состав флота приняли 3 сентября 1933 года.
Подготовка к войне шла с большим трудом по причине сопротивления депутатов парламента, настроенных пацифистически и постоянно срезавшими ассигнования на оборону, в том числе на ремонт и модернизацию полевых укреплений на Карельском перешейке. Незадолго до инцидента в Майниле премьер Аймо Каяндер, выступая перед резервистами, заявил:

Мы гордимся тем, что у нас мало оружия, ржавеющего в арсеналах, мало военного обмундирования, гниющего и покрывающегося плесенью на склада. Но у нас в Финляндии высокий уровень жизни и система образования, которой мы можем гордиться 
В то же время проходили учения народного ополчения («шюцкор»), в молодёжной среде проводились военно-спортивные игры (фин. Suunnistaminen), при которых особое внимание уделялось развитию навыков ориентирования на местности. Ощутимую роль в поддержке армии играли финские женщины, объединившиеся организацию «Лотта Свярд».

#### Советско-финская «зимняя» война (1939—1940)

Карта Финляндии конца 1939 года, составленная Аэрографическим отделом ВВС РККА. Сиреневым цветом нанесена граница между СССР и Финляндской Демократической Республикой (марионеточным государством, созданным 1 декабря 1939 года на оккупированной Советским Союзом во время советско-финской войны 1939—1940 годов территории Карельского перешейка) согласно Договору о взаимопомощи и дружбе от 02 декабря 1939 года.

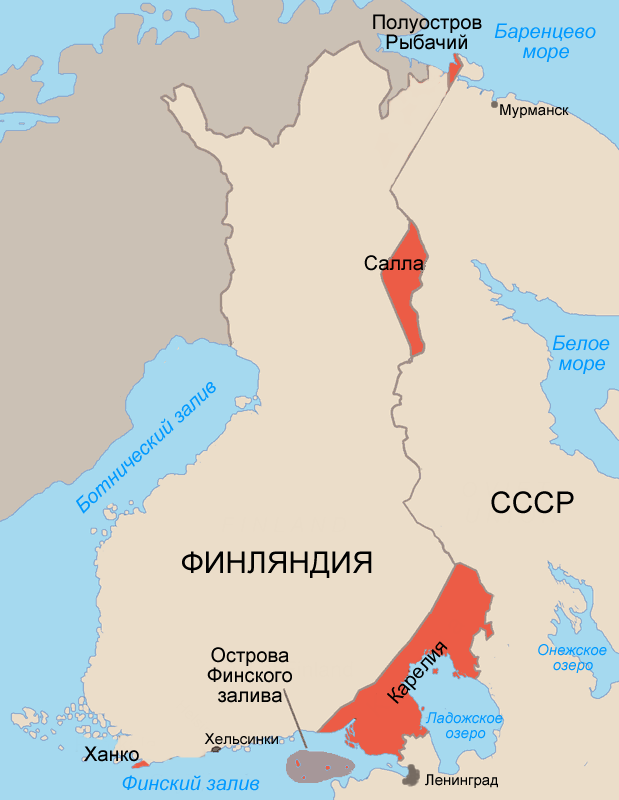
Территории, уступленные Финляндией СССР, а также арендованные СССР в 1940 году

Вплоть до начала Второй мировой войны Финляндия соблюдала нейтралитет. Отношения с СССР постепенно ухудшались, особенно после заключения пакта Молотова — Риббентропа о включении Финляндии, стран Балтии и восточных районов Польши в советскую сферу влияния. Переговоры с СССР, на которых СССР предлагал обмен прилегающих к Ленинграду принадлежащих Финляндии территорий на свои вдвое большие по площади удалённые от Ленинграда, успеха не имели. Финляндия выступила с просьбой к шведскому правительству об укреплении Аландских островов.
В ноябре—декабре 1939 года была проведена эвакуация населения Финской Карелии из Карельского перешейка, Северного Приладожья, городов Выборг и Сортавала и других территорий в глубь страны. Всего было эвакуировано 422 тыс. человек, что составило примерно 12 % населения Финляндии.
Проходившие осенью 1939 года в Москве советско-финские переговоры не привели к какому-то результату. 26 ноября на границе произошёл майнильский инцидент. В произошедшем каждая из сторон обвиняла другую. Предложение Финского правительства о совместном расследовании инцидента было проигнорировано. 28 ноября 1939 советский премьер и министр иностранных дел Молотов заявляет о прекращении действия ранее заключённого договора о ненападении, 30 ноября 1939 года советские войска вторглись в Финляндию. По требованию международной общественности Советский Союз за явную агрессию против малой страны был исключён из Лиги Наций.
Неожиданно для советского командования Финляндия оказала сильное сопротивление. Наступление на Карельском перешейке было остановлено, попытки рассечь страну и выйти на побережье Ботнического залива закончились неудачей. На время война приняла позиционный характер. Но в феврале 1940 года Советский Союз, собрав 45 дивизий, насчитывающих около миллиона человек при 3500 самолётах, 3200 танков против не имевшей на вооружении танков, с 287 самолётами и армию численностью 200 000 человек начал мощное наступление. Линия Маннергейма была прорвана; финны были вынуждены планомерно отступать. Надежда финнов на помощь Англии и Франции оказалась тщетной и 12 марта 1940 года в Москве был подписан мирный договор. Финляндия уступила СССР полуостров Рыбачий на севере, часть Карелии с Выборгом, северное Приладожье, а полуостров Ханко был передан СССР в аренду сроком на 30 лет.

#### Недолгий мир (1940—1941)
12 сентября 1940 года в Хельсинки было заключено соглашение о перемещении («транзите») немецких войск через финскую территорию в Северную Норвегию и в обратном направлении. 21 сентября первые немецкие транспорты с войсками и оружием прибыли в финский порт Вааса на побережье Ботнического залива. 22 сентября 1940 года между Германией и Финляндией было подписано техническое соглашение, оно предусматривало провоз через финскую территорию немецкого оборудования, больных и отпускников из немецких войск в Норвегии. Берлин начал поставлять в Финляндию оружие. Постепенно Германия заняла главное место во внешнеэкономической сфере Финляндии, германская доля стала составлять 70 % внешнеторгового оборота страны.
В январе 1941 года советское правительство обвинило финнов в нарушении графика торговых поставок, прекратило экспорт в Финляндию зерна и других товаров, а затем потребовало предоставить ей 50 % акций никелевых рудников в Петсамо. 18 февраля 1941 года президента Р. Рюти отклонил требования о передаче половины акций петсамских рудников.

#### Советско-финская война (1941—1944)
В 1940 году Финляндия, стремясь реализовать свои планы по возвращению утраченных земель и оккупации новых территорий, пошла на сотрудничество с Германией и стала готовиться к совместному нападению на Советский Союз.
7 июня 1941 в Финляндию прибыли первые немецкие войска, задействованные в осуществлении плана «Барбаросса». 17 июня 1941 года был отдан приказ о мобилизации всей полевой армии.
Начиная с 22 июня 1941 года, бомбардировщики немецкого люфтваффе начали использовать финские аэродромы. В этот же день с двух немецких гидросамолётов Heinkel He 115, стартовавших с Оулуярви, недалеко от шлюзов Беломорско-Балтийского канала было высажено 16 финских диверсантов. Диверсанты должны были взорвать шлюзы, однако, из-за усиленной охраны сделать это им не удалось. В этот же день три финские подводные лодки поставили мины у эстонского побережья, причём их командиры имели приказы атаковать советские корабли в случае встречи.
25 июня СССР произвёл массированный авиаудар по финским аэродромам, на которых предположительно находилась германская авиация. В тот же день Финляндия объявила войну СССР.
29 июня с территории Финляндии началось совместное наступление финских и германских войск. Германское правительство обещало Финляндии помочь вернуть все территории, утраченные по Московскому договору 1940 года, и предоставляло Финляндии гарантии независимости. В декабре 1941 года английское правительство объявило войну Финляндии.
В 1944 году Финляндия начала искать пути выхода к миру.

9 июля 1944 года преемником президента Ристо Рюти на посту президента страны стал Карл Густав Маннергейм, сосредоточивший в своих руках всю власть в стране. 24 августа на заседании правительства было принято решение о скорейшем завершении войны и необходимости мирных переговоров. После переговоров с правительством СССР и выполняя его предварительные условия, 2 сентября было объявлено о разрыве отношений с Германией.

#### Лапландская война (1944—1945)
19 сентября 1944 года Финляндия подписала соглашение о перемирии с Великобританией и СССР, обязалась содействовать выводу из страны германских воинских соединений и освободить захваченные в ходе войны территории СССР. Контроль за выполнением условий перемирия осуществляла контрольная комиссия союзников. После этого Финляндия вела борьбу уже с германскими вооружёнными силами в финской Лапландии до весны 1945 года.
В феврале 1947 года между Финляндией и СССР был подписан Парижский мирный договор, согласно которому Финляндия отдавала район Петсамо на севере, обменивала арендуемый полуостров Ханко на район Порккала-Удд на юге и выплачивала репарации в размере 300 млн долларов.

### Нейтральная Финляндия

Флаг Финляндии с 26 мая 1978 года

После войны положение Финляндии было очень шатким. Сначала были опасения, что Советский Союз попытается сделать Финляндию социалистической страной, как это после войны произошло с его другими европейскими соседями. Тем не менее, Финляндии удалось наладить хорошие отношения с Советским Союзом, сохранить свою политическую систему и развивать торговлю с западными странами. Это явилось результатом политической линии Паасикиви — Кекконена. Всё же в своей внешней политике стране долго приходилось балансировать между СССР и Западом.
Несмотря на необходимость выплаты репараций, жизнь в стране постепенно налаживалась. В послевоенный период экономика Финляндии развивалась высокими темпами, в том числе благодаря советским заказам. Финляндия экспортировала в основном бумагу и прочую продукцию лесной промышленности и на заработанные деньги укрепляла благосостояние общества. Создание систем образования, здравоохранения и социальной защиты населения сделало Финляндию благополучной страной. Власти Финляндии провозгласили своей целью создание так называемого «общества всеобщего благосостояния».
С 1985 года Финляндия была полным членом Европейской ассоциации свободной торговли.

#### Европейский союз (1994)
В 1992 году Финляндия обратилась с просьбой о приеме в Европейский союз. 16 октября 1994 года финны проголосовали за вступление в Европейский союз (57 % — за, 43 % — против). Парламент ратифицировал итоги референдума после долгой обструкции со стороны противников вступления. Финляндия стала членом Европейского союза с 1 января 1995 года.

#### Финляндия в XXI веке
1 января 2020 года президент Финляндии Саули Ниинистё выступил по телевидению с новогодней речью, в которой затронул проблему неустойчивости политической ситуации в Финляндии в последние двадцать лет. Он обратил внимание на то, что в XXI веке ни одно из правительств Финляндии не отработало полный срок своих полномочий, а в течение 2019 года в стране было целых три правительства, два из которых прекратили свою работу по причине политического кризиса. Кроме того, Ниинистё в своей речи затронул проблему роста риторики ненависти в финском обществе. По его мнению, спорить «можно и нужно», однако обязательным условием поддержания общественного мира, по его мнению, является уважением друг к другу, ситуацию же, при которой в процессе диалога целью сторон является не стремление найти взаимопонимание, а укрепление собственных позиций, можно рассматривать как проблему государственной безопасности.